# Abubaes
Abubaes, jedno od ranih plemena iz hispanskog doba koje je živjelo na području Kostarike, koje će kasnije pa do suvremenih dana nastanjivat Boruca Indijanci. Abubaes će vjerojatno s plemenima Coto, Quepo, Turrucaca i Burucaca ući u sastav suvremenih Boruca.
Jezično su možda pripadali porodici talamancan.